# Căbești (okręg Bihor)
Căbești – wieś w Rumunii, w okręgu Bihor, w gminie Căbești. W 2011 roku liczyła 885 mieszkańców.